# Tetragoniceps scotti
Tetragoniceps scotti är en kräftdjursart som beskrevs av Georg Ossian Sars 1911. Tetragoniceps scotti ingår i släktet Tetragoniceps och familjen Tetragonicipitidae. Arten har ej påträffats i Sverige. Inga underarter finns listade i Catalogue of Life.